# Cercu (okręg Jassy)
Cercu – wieś w Rumunii, w okręgu Jassy, w gminie Bârnova. W 2011 roku liczyła 571 mieszkańców.